# Ensenada Exasperación
La ensenada Exasperación es una gran ensenada llena de hielo, de 26 kilómetros de ancho en su entrada entre la punta Foyn y cabo Disappointment o Desengaño, en la costa este de la península Antártica. Posee unos 29 kilómetros de largo en dirección este-oeste.

## Historia y toponimia
Fue examinada aproximadamente por la Expedición Antártica Sueca, al mando de Otto Nordenskjöld, en octubre de 1902. Fue cartografiada en 1947 por el actual British Antarctic Survey, que lo llamó Exasperation porque las perturbaciones del hielo en las cercanías causaron una dificultad considerable a las partidas de trineo. El nombre traducido al castellano en las toponimias antárticas de Argentina y Chile.

## Reclamaciones territoriales
Argentina incluye a la ensenada en el departamento Antártida Argentina dentro de la provincia de Tierra del Fuego, Antártida e Islas del Atlántico Sur; para Chile forma parte de la comuna Antártica de la provincia Antártica Chilena dentro de la Región de Magallanes y de la Antártica Chilena; y para el Reino Unido integra el Territorio Antártico Británico. Las tres reclamaciones están sujetas a las disposiciones del Tratado Antártico.
Nomenclatura de los países reclamantes: 
- Argentina: ensenada Exasperación[6][7]
- Chile: ensenada Exasperación[3]
- Reino Unido: Exasperation Inlet[4]